# Estádio Ahmadou Ahidjo
O Estádio Ahmadou Ahidjo (em francês: Stade Ahmadou Ahidjo) é um estádio multiuso localizado na cidade de Iaundé, capital dos Camarões, inaugurado em 23 de fevereiro de 1972 em razão de ter sido uma das sedes oficiais da Campeonato Africano das Nações de 1972 realizada no país. Posteriormente, o estádio passou por uma remodelação completa para sediar o Campeonato das Nações Africanas de 2020 e o Campeonato Africano das Nações de 2021, novamente realizado no país após quase 40 anos. Sua capacidade máxima atual é de 40 122 espectadores. O nome do estádio rende homenagem à Ahmadou Ahidjo, líder político camaronês que serviu como o 1.º presidente dos Camarões desde a independência do país em 1960 até 1982.